# Tapatío
Viene chiamato Tapatío (femminile:  tapatía;  plurale:  tapatíos) il nativo della città di Guadalajara, nello Stato di Jalisco, Messico. È necessario fare questa distinzione perché la città di Guadalajara non è l'unica con questo toponimo in Messico o nel Mondo.
È una parola di origine nahuatl. Tapatiotl questo significa "che vale per tre". Il Tapatiotl era un piccolo sacchetto che conteneva 10 grani di cacao che servivano da moneta agli indigeni abitanti della Valle di Atemajac, Guadalajara, questa moneta era per il baratto di merci nei tianguis della città nel XVII secolo, solamente questo tipo di attività commerciale si applicava in questa parte del Messico.